# Mount Talbot
Mount Talbot är ett berg i Kanada.   Det ligger på gränsen mellan Alberta och British Columbia, i den västra delen av landet, 3 200 km väster om huvudstaden Ottawa. Toppen på Mount Talbot är 2 372 meter över havet, eller 465 meter över den omgivande terrängen. Bredden vid basen är 9,8 km.
Terrängen runt Mount Talbot är huvudsakligen kuperad, men österut är den bergig. Trakten runt Mount Talbot är nära nog obefolkad, med mindre än två invånare per kvadratkilometer.. Det finns inga samhällen i närheten. 
I omgivningarna runt Mount Talbot växer i huvudsak barrskog.